# Ratsit
Ratsit AB är ett företag som bedriver kreditupplysningsverksamhet via en webbplats med namnet Ratsit.se.

## Historik
Ratsit grundades av Anders Johansson och webbtjänsten lanserades 23 november 2006 och var inledningsvis anonym och kostnadsfri vilket innebar att inkomst och fullständiga personnummer var sökbara för vem som helst. Uppgifterna har alltid varit fria att ta det av enligt offentlighetsprincipen men skillnaden var att Ratsit gjort dem sökbara via nätet. Datainspektionen kritiserade hur Ratsit möjliggjort att ta del av privatpersoners sista fyra siffror i personnumret. 
Dagen efter lanseringen, den 24 november 2006, justerades den kostnadsfria upplysningsrapporten så att de fyra sista siffrorna i personnumret ej längre visades om man inte var inloggad. Efter en branschöverenskommelse började de tidigare anonyma kreditupplysningstjänsterna den 11 juni 2007 att sända kopior till omfrågade. Ratsit införde omfrågandekopia för privatkunder den 11 juni 2007, och i samband med en ändring i Kreditupplysningslagen den 1 januari 2011 införde man även omfrågadkopia för sina företagskunder när de tar personupplysningar.
År 2015 sålde ägaren Anders Johansson Ratsit och klev istället in i rollen som VD. Han behöll dock ett indirekt ägande tillsammans med flera andra ägare. Ratsit blev en del av koncernen Aktiebolaget Svensk Affärsinformation (f.d. Nodeus Group AB). Där ingår bland andra Checkbiz, Safenode och Ratlibris. Aktiebolaget Svensk Affärsinformation ägs bl a av Lars Save (grundare till Bisnode och Addnode), Anders Johansson samt personal och investerare.
Företaget har sitt  huvudkontor i Mölndal.
2024 avgick Anders Johansson som verkställande direktör och ersattes av Thony Wissmar.